# Masalia trifasciata
Masalia trifasciata là một loài bướm đêm trong họ Noctuidae.